# نازییوو (استان اشوی‌داشکسیه)
نازییوو (به لهستانی: Nadziejów) یک منطقهٔ مسکونی در لهستان است که در گمینا ستانپورکوو واقع شده‌است. نازییوو ۳۸۰ نفر جمعیت دارد.